# Langensee (Holstein)
Der Langensee ist ein See in der Holsteinischen Schweiz.
Er liegt im Verlauf der Schwentine flussabwärts zwischen Dieksee und Behler See, ist 33 ha groß, bis zu 8 m tief und liegt etwa 22 m ü. NN.